# Peugeot 305
La Peugeot 305 è un'autovettura di classe media prodotta tra il 1977 ed il 1990 dalla casa automobilistica francese Peugeot.

## Storia

### Genesi e debutto
Il progetto che avrebbe dato i natali alla nuova media della casa del leone fu avviato nella prima metà degli anni settanta: intorno al 1975 cominciarono a filtrare le prime indiscrezioni, ma in maniera imprecisa e spesso distorta. Alcune voci riferivano persino che la nuova vettura avrebbe preso il posto della vetusta 404, ma di fatto non potevano essere più errate, poiché la 404 era già stata praticamente soppiantata dalla 504 (anch'essa oramai non più freschissima e per la quale erano appena partiti i progetti per la sua sostituta), pur essendo rimasta ancora a lungo in listino, dal quale era stata cancellata proprio in quel 1975.
In realtà, per le sue caratteristiche messe a capitolato, la nuova media Peugeot si sarebbe avvicinata maggiormente alla 304, ma, come era già stato fatto per diversi altri modelli della casa, non l'avrebbe inizialmente sostituita, ma l'avrebbe affiancata come variante più moderna. Tale intenzione commerciale venne resa nota direttamente dalla casa costruttrice al momento del debutto della vettura, avvenuto nel novembre del 1977: nacque così la 305.

### Design ed interni
Disegnata da Pininfarina, la linea della 305 era nel complesso piuttosto tradizionale, e richiamava la elementare semplicità della Peugeot 604. Rispetto a quest'ultima, però, la 305, essendo di classe inferiore, risultava molto meno imponente e massiccia, e più snella nelle forme, a tutto vantaggio di un look notevolmente più dinamico. Inoltre risultava nel complesso meno anonima che non l'incompresa ammiraglia della casa. Linea disegnata quindi da Pininfarina, ma sulla base delle specifiche fissate dalla casa in tema di sicurezza. La 305 fu infatti una delle prime auto dotate di frontale e coda collassabili in caso di urto, in modo da assorbire le sollecitazioni dell'urto stesso. Negli anni settanta non erano molte le auto dotate di questa soluzione, infatti la maggior parte delle auto, durante un incidente si deformavano nel frontale o nella coda, ma in maniera insufficiente a garantire un assorbimento dell'onda d'urto, e quindi le conseguenze per gli occupanti potevano divenire fatali. La 305 ovviò a questo problema adottando questa tecnica. Inoltre era anche dotata di protezioni laterali contro gli urti e di un serbatoio protetto anch'esso dagli urti e dal pericolo di incendi. La cura del fattore sicurezza, ma anche molti elementi stilistici esteriori, trassero la loro ispirazione dal prototipo VSS (Véhicule Synthése Sécurité), una berlina sperimentale a tre volumi presentata nel giugno del 1974 e che prefigurava abbastanza da vicino la futura 305.
Classica tre volumi media di fine anni '70, la 305 era uno dei punti di congiunzione tra gli stilemi stilistici degli anni passati e quelli degli anni a venire. Abbiamo quindi fari anteriori trapezoidali, discendenti verso il centro della calandra e grossi fari posteriori di forma rettangolare. Specialmente il tema dei fari anteriori trapezoidali è un tema che sarebbe stato in seguito sviluppato anche sugli altri modelli a venire. La fiancata era caratterizzata da una linea di cintura piuttosto bassa e slanciata, mentre la coda era leggermente spiovente all'indietro, come nel prototipo VSS. Sia anteriormente che posteriormente erano presenti dei paraurti in acciaio che davano un senso generale di robustezza.
L'abitacolo della 305 era impostato pressappoco come quello della 304, ma era anche più moderno nella scelta di elementi stilistici e soluzioni per l'abitabilità. Tra queste ultime l'abitabilità posteriore leggermente migliorata grazie al passo leggermente aumentato: 3 cm in più per l'interasse e 5 cm in più per i passeggeri posteriori. Morbidi e confortevoli i sedili, sia quelli anteriori che il divano posteriore. La maggior modernità della 305 era riscontrabile nel disegno di plancia e cruscotto, che rispetto alla 304 rappresentava un grosso balzo in avanti, anche se rimaneva migliorabile la disposizione di alcuni comandi e balzava all'occhio l'assenza di una console centrale davvero completa. Spiccava il nuovo volante a due razze, mentre erano presenti diversi scomparti portaoggetti qua e là nell'abitacolo.

### Struttura e meccanica
La struttura della 305 era uno dei principali risultati derivanti dall'esperienza della Peugeot dopo la realizzazione e la presentazione del prototipo VSS. La 305 fece tesoro di tutte quelle soluzioni introdotte nel veicolo sperimentale lanciato tre anni prima, specialmente per quanto riguarda l'aspetto relativo alla sicurezza passiva. E così, ecco che la 305 nasceva da una nuova scocca portante in acciaio, con frontale e coda a deformazione programmata in caso di urto e le già citate protezioni latarali, i rinforzi nelle porte ed il serbatoio carburante con speciali protezioni. La scocca così realizzata era dotata anteriormente di un telaietto ausiliario sostenuto da silent blocs, in modo da ospitare il motore e mantenerlo isolato dal resto del corpo vettura ed in particolare dall'abitacolo, che quindi non veniva soggetto a vibrazioni di alcun tipo.
Considerazioni sulla sicurezza a parte, la 305 era per il resto impostata in maniera decisamente classica: corpo vettura a tre volumi, motore anteriore trasversale, trazione anteriore e sospensioni a ruote indipendenti. Queste ultime prevedevano un avantreno di tipo McPherson, anche se leggermente differente rispetto a quello montato sulla 304: ora la geometria dell'asse anteriore era semplificata in quanto al posto del triangolo inferiore prevedeva un braccio unico trasversale ed una barra antirollio in grado di lavorare anche in trazione e compressione. Il retrotreno era rimasto invece pressoché identico a quello della 304, poiché prevedeva bracci obliqui articolati su un tubo trasversale. L'impianto frenante era di tipo misto, con dischi all'avantreno e tamburi al retrotreno. Nonostante ciò, era stato curato nei minimi dettagli e la 305 riusciva a garantire su strada asciutta e pianeggiante degli spazi di frenata migliori persino di una concorrente come la Giulietta di quegli anni, che pure montava quattro freni a disco. Lo sterzo era a cremagliera, ma senza servocomando: ciò causava un certo affaticamento del conducente in manovra e nei percorsi montani in velocità.
Al suo debutto la 305 era disponibile in due motorizzazioni, entrambe a benzina:
- 305 1.3: motore XL5 da 1290 cm³, con potenza massima di 65 CV;
- 305 1.5: motore XR5 da 1472 cm³, con potenza massima di 74 CV.

Entrambi i motori erano accoppiati ad un cambio manuale a 4 marce: in tutti e due i casi si trattava di un cambio in blocco con il motore, a cui si interfacciava mediante una frizione monodisco a secco.

## Evoluzione

### I primi anni

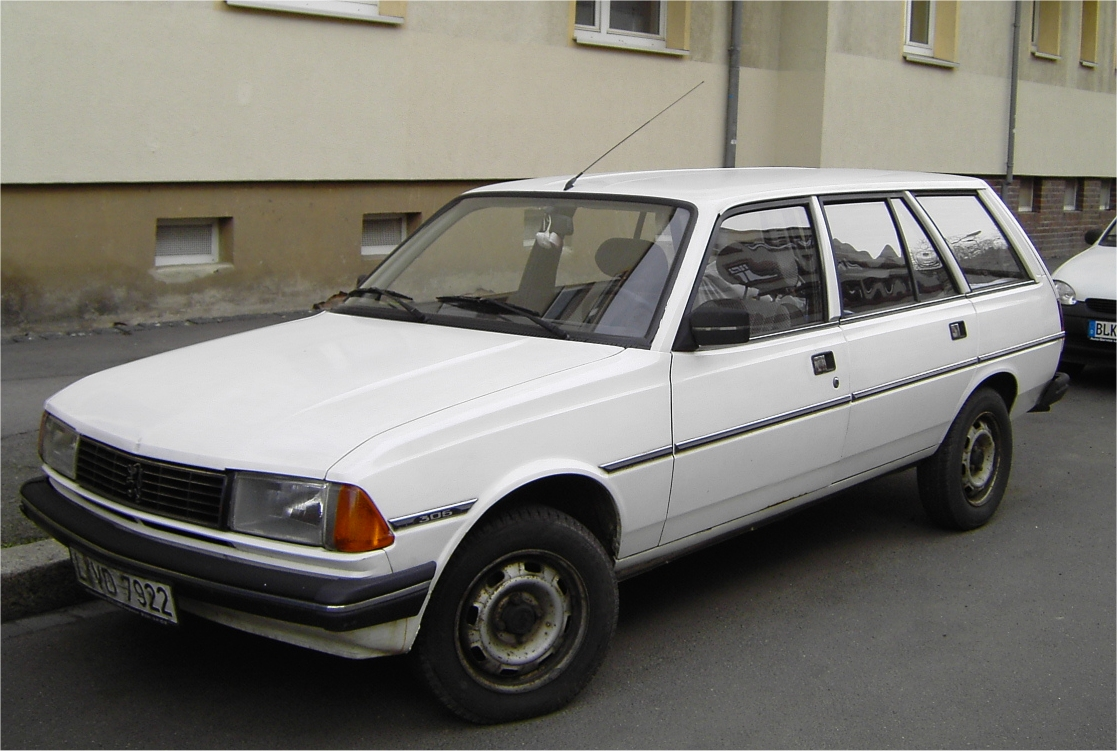
Una 305 break

La 305 fu inizialmente proposta negli allestimenti GL e GR, con motore da 1.3 litri, e nell'allestimento SR con motore da 1.5 litri. L'allestimento più ricco differiva meccanicamente dagli altri due anche per i differenti rapporti del cambio. La 305 riscosse un gran successo specialmente in Francia, ma anche in altri paesi europei. Un po' meno bene in Italia, anche se le vendite iniziali non si poterono in ogni caso definire deludenti. Probabilmente però la maggior parte degli italiani preferiva la praticità delle vetture con carrozzeria hatchback e si orientava su scelte di quel tipo. In ogni caso, gli esiti furono confortanti e gettarono i presupposti per l'ampliamento della gamma.
All'inizio del 1979 venne lanciata la 305 GRD, equipaggiata con il nuovo motore XIDL da 1548 cm³ in grado di erogare 49 CV di potenza massima. Come suggerisce la denominazione, l'unico allestimento previsto era il GR.
Nella primavera del 1980, la gamma della 305 si ampliò notevolmente con l'arrivo della versione Break: esteriormente riconoscibile per la parte posteriore ridisegnata in funzione di una maggiore capacità di carico, la 305 Break venne proposta con la stessa gamma motoristica della berlina. Nel mese di giugno, venne introdotta la 305 base, con un allestimento semplificato, privo di sigle e che andò a porsi sotto la versione GL. Contemporaneamente, la 305 GR vide l'arrivo del motore da 1.5 litri già montato sulla SR. Inoltre, la 305 GRD venne sostituita da due versioni, la 305 GLD e la 305 SRD, differenti per l'allestimento e la dotazione. Sempre nel 1980, la dotazione di serie su tutta la gamma si ampliò con l'arrivo dell'autoradio a cassette. Le versioni SR, poi, beneficiarono dell'arrivo dei fari alogeni H4 e della maniglia di sostegno per il passeggero anteriore, mentre su GR ed SR vi fu l'arrivo del tergicristallo con funzione intermittente.
Tra la fine del 1980 e l'inizio del 1981 venne introdotta nella gamma 305 anche la 305 S, una versione più brillante, disponibile solo con carrozzeria berlina ed equipaggiata da una variante più briosa del normale 1.5 a benzina, che in questo caso raggiungeva una potenza massima di 89 CV. Nel corso del 1981, poi, venne introdotta la 305 Van, basata sulla Break ma con sole 3 porte, mentre la GL ricevette anch'essa il motore da 1.5 litri, lasciando il 1.3 unicamente alla versione base. Quest'ultimo aggiornamento fu limitato inizialmente al solo mercato interno, per poi essere esteso a tutti gli altri mercati nel giro di un anno. Nonostante il passaggio dal motore 1.3 al motore 1.5, le versioni GL e GR non videro aumentare la loro potenza fiscale grazie ad un accorgimento previsto dalla legge francese e che consisteva nell'allungare i rapporti del cambio: in questo modo si potevano mantenere i cavalli fiscali di origine ed in alcuni casi addirittura ridurli. Questo fu il caso delle nuove 305 GL e GR, che videro la loro potenza fiscale scendere da 7 a 6 "CF" nonostante l'aumento di cilindrata.

### Il restyling 1982
Il 2 luglio del 1982 fu introdotta la 305 sottoposta al rituale aggiornamento di mezza età: in questo caso non si è trattato di un puro aggiornamento estetico, e neppure di aggiornamenti ai motori, ancorché consistenti. In realtà, a subire modifiche non da poco è stata innanzitutto la scocca, ridisegnata nella parte anteriore in maniera tale che il vano motore potesse accogliere sia i motori XL5 ed XR5 utilizzati fino a quel momento, sia il nuovo motore della serie XUD che esordì proprio sulla 305. Quest'ultimo motore era in pratica un 1.9 a gasolio con alimentazione atmosferica che andò a sostituire il poco brillante 1.5 XIDL da 49 CV utilizzato fino a quel momento. La potenza del nuovo motore raggiungeva un picco di 65 CV. Inoltre, vi furono anche aggiornamenti all'avantreno. Tra le altre novità motoristiche, anche le 305 GL previste per i mercati esteri ricevettero il motore XR5 da 1.5 litri, mentre la 305 S fu sostituita dalla 305 GT, equipaggiata con il nuovo 1.6 XU5 da 1580 cm³, in grado di erogare una potenza massima di 94 CV a fronte degli 89 CV del modello precedente.
Esternamente, la 305 restyling si distingueva per il frontale munito di una nuova calandra non più in plastica nera, ma grigia. Cambiarono inoltre, anche se in misura più impercettibile, i fari anteriori, il cofano motore, i paraurti ed anche i fari posteriori.
L'aggiornamento è stato anche l'occasione per migliorare leggermente la dotazione di serie su tutta la gamma, un cambiamento necessario per stare al passo con una concorrenza che nel frattempo non è stata di certo a guardare.
La scomparsa del motore diesel da 1.5 litri, sostituito dal 1.9 XUD, fu l'unica novità motoristica avutasi con il restyling: per il resto, almeno inizialmente, rimasero in listino le versioni base (con motore XL5 da 1.3 litri) e le versioni GL, GR ed SR (con motore XR5 da 1.5 litri). Rimanendo sempre nell'ambito delle versioni diesel, la GLD potea essere richiesta con il cambio a 4 marce oppure 5, mentre la SRD usciva di serie con il 5 marce.

### Gli ultimi anni

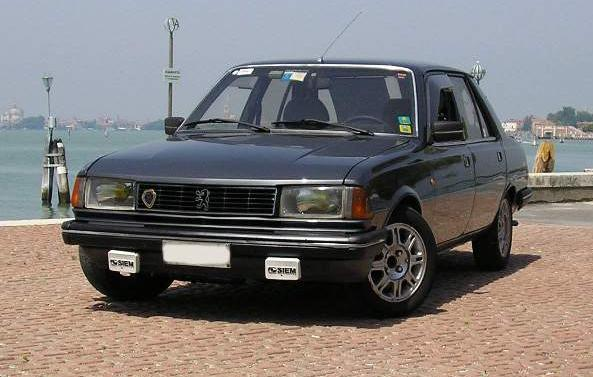
Una 305 SR con il frontale ristilizzato dopo l'aggiornamento del 1982

Alla fine del 1983 debuttò la GT con carrozzeria Break, mentre al Salone di Parigi del 1984, invece, fu presentata la 305 GTX, versione decisamente brillante e spinta dal 1.9 XU9 a benzina da 105 CV. Sarà la versione di punta della gamma 305: tuttavia la sua produzione era già cominciata prima della presentazione, nel luglio del 1984. Sempre nella stessa occasione fu presentata anche la 305 Automatic, equipaggiata con il 1.6 della GT, ma dotata di un cambio automatico a 4 rapporti.
Nel gennaio del 1985, venne introdotta la 305 S5, praticamente una GR dotata del motore della GT: tale modello verrà prodotto in tiratura limitata. Nello stesso periodo, la dotazione della gamma intera si arricchì dell'indicatore del livello dell'olio. Nel luglio dello stesso anno, le 305 GR ed SR rinunciarono al loro 1.5 a benzina da 74 CV in favore del più moderno 1.6 XU5, già montato sulla GT, ma qui proposto però in versione depotenziata da 94 a soli 80 CV. Quanto alla GT, invece, essa beneficiò dell'arrivo del 1.9 a benzina da 105 CV, fino a quel momento riservato alla sola GTX.
Nella seconda metà del 1986, sparì dal listino la versione base, ponendo fine all'impiego del vecchio 1.3 a benzina da 65 CV. Fu cancellata inoltre la 305 GT, mentre la versione automatica adottò il 1.9 a benzina da 105 CV.
Nel 1987, con il lancio della 405 destinata a sostituirla, la gamma della 305 venne ridotta drasticamente: fu introdotta una nuova versione siglata GLS, unico allestimento riservato alle berline, e disponibile sia a benzina, con il motore 1.6 XU5 da 80 CV, sia a gasolio con il motore 1.9 XUD9 da 65 CV (GLSD). Più articolata l'offerta relativa alle Break, ancora con motori a benzina da 1.5 e 1.6 litri e a gasolio da 1.9 litri. Nel giugno del 1988, la berlina fu tolta di produzione, ma la Break le sopravvisse per un anno ancora, dopodiché il lancio della più moderna station wagon su base 405 ne decretò inesorabilmente la fine.

### Le 305 Break e Van

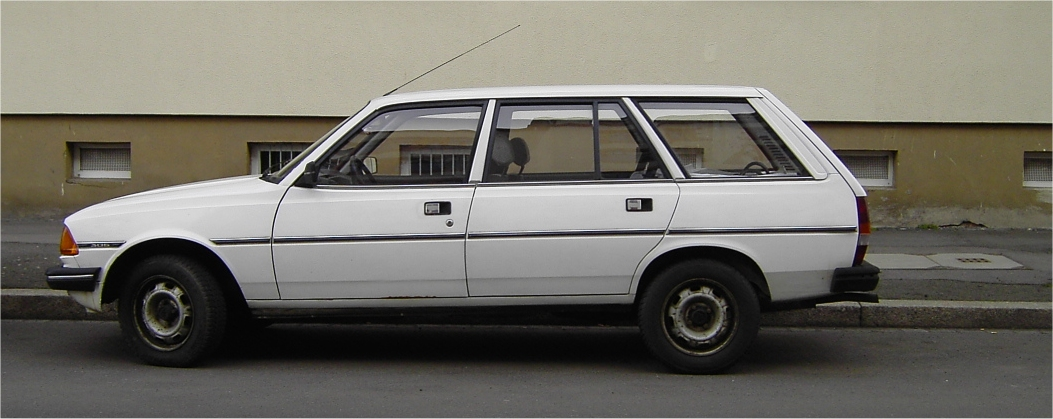
Vista laterale di una 305 Break

La 305 Break è stata introdotta nel marzo del 1980 in occasione del Salone di Ginevra, in sostituzione della 304 Break: chiaramente distinguibile per la coda ridisegnata in funzione di una maggior capacità di carico. Per ottimizzare tale aspetto, la 305 Break montava anche un retrotreno dalla geometria ridisegnata, in quanto i due gruppi molla-ammortizzatore erano orizzontali anziché verticali. Inoltre, la volumetria del vano bagagli poteva essere aumentata notevolmente sfruttando il divano posteriore completamente abbattibile. Al suo esordio, la 305 Break era disponibile nella seguente gamma:
- 305 GL Break, equipaggiata con il 1.3 XL5 da 65 CV;
- 305 SR Break, equipaggiata con il 1.5 XR5 da 74 CV;
- 305 GLD Break, spinta dal 1.5 XIDL da 49 CV.

Era assente quindi l'allestimento intermedio GR, previsto invece per la berlina a benzina, così come per le vetture a gasolio non erano inizialmente previsti gli allestimenti GRD ed SRD: quest'ultimo sarebbe stato introdotto qualche mese dopo, a luglio, mentre la GRD Break sarebbe arrivata molto più in là.
Meno di un anno dopo il lancio della Break, venne introdotta la 305 Van, derivata direttamente dalla Break, ma con carrozzeria a tre sole porte (le anteriori più il portellone posteriore) e con lunotto e vetri laterali posteriori sostituiti da pannelli in lamiera. Questa versione Van era inizialmente equipaggiata solo con il 1.3 a benzina da 65 CV.
Alla fine del 1981, la GL Break vide l'arrivo dello stesso motore della SR Break, rinunciando quindi all'unità da 1.3 litri. Dopo il restyling del 1982, la gamma a benzina rimase immutata, mentre le versioni GLD Break ed SRD Break ricevettero il nuovo motore XUD9 da 1905 cm³ e 65 CV di potenza massima.
Nel 1983, la gamma si ampliò con l'arrivo della 305 GT Break, mossa dallo stesso motore XU5 da 1.6 litri e 94 CV che già equipaggiava la corrispondente versione berlina già da qualche mese.
Nel 1984 vi fu un ritorno: venne reintrodotto il 1.3 XL5 da 65 CV sulla 305 Break di base, senza sigle particolari di allestimento. Lo stesso anno vennero introdotte anche la 305 Break GTX e la versione automatica, che rispecchiavano entrambe le stesse caratteristiche tecniche delle corrispondenti versioni berlina.
Nell'estate del 1985 venne introdotta la GR Break, l'allestimento che fino a quel momento era previsto solo per la berlina. Il motore utilizzato era il 1.6 XU5 da 80 CV. Infine, sempre nello stesso periodo, la GT Break sparì dai listini.
Nel corso del 1986 sparì dai listini anche la 305 Break di base, mentre nel 1987, con il lancio della 405, la versione giardinetta fu l'unica variante di 305 rimasta a listino. La gamma comprendeva a quel punto la GL Break (1.5 a benzina da 74 CV), la GR Break (1.6 a benzina da 80 CV) e le versioni GLD Break e GRD Break, quest'ultima una nuova entrata proprio al momento di rivisitare la gamma al lancio della 405. La GLD Break, invece, fino a quel momento proposta con cambio a 4 o a 5 marce, venne commercializzata unicamente con cambio a 5 marce. Entrambe le versioni a gasolio erano spinte dal 1.9 XUD9 da 65 CV.
Alla fine di luglio del 1989 anche queste ultime versioni furono definitivamente cancellate e sostituite dalla 405 Break. Rimasero solo le 305 Van, disponibili ancora per un anno in due versioni, una a benzina (1.5 da 74 CV) ed una a gasolio (1.9 da 65 CV). Il 30 giugno del 1990, anche queste ultime uscirono definitivamente dai listini Peugeot.

## Riepilogo caratteristiche
Di seguito vengono riportate le caratteristiche relative alle varie versioni previste per la gamma 305. I prezzi riportati sono in franchi francesi e si riferiscono al momento del debutto nel mercato francese. Sono escluse dal listino le versioni van, prodotte come si è già detto fino al 1991.
| Peugeot 305 (1977-1989) |             |              |        |                |                |               |                    |                    |              |                     |                    |                    |                   |
| Modello | Carrozzeria | Sigla telaio | Motore | Cilindrata cm³ | Potenza CV/rpm | Coppia Nm/rpm | Cambio/ N°rapporti | Massa a vuoto (kg) | Velocità max | Acceler. 0–100 km/h | Consumo (l/100 km) | Anni di produzione | Prezzo al debutto |
| Versioni a benzina |             |              |        |                |                |               |                    |                    |              |                     |                    |                    |                   |
| 305 base | berlina     | 305-A01      | XL5    | 1290           | 65/6000        | 94/3750       | M/4                | 925                | 147          | 17"5                | 9                  | 06/1980-06/1986    | 34.500            |
| 305 base | Break       | 305-E01      | XL5    | 1290           | 65/6000        | 94/3750       | M/4                | 1.010              | 156          | 13"2                | 8.9                | 07/1984-06/1986    | 53.800            |
| 305 GL | berlina     | 305-A01      | XL5    | 1290           | 65/6000        | 94/3750       | M/4                | 925                | 147          | 17"5                | 9                  | 11/1977-06/1982    | 26.300            |
| 305 GL | berlina     | 305-M11      | XR5    | 1472           | 74/6000        | 116/3000      | M/4                | 945                | 156          | 13"2                | 7.3                | 06/1982-07/19871   | 43.800            |
| 305 GL | Break       | 305-D01      | XL5    | 1290           | 65/6000        | 94/3750       | M/4                | 990                | 153          | 17"9                | 8.1                | 03/1980-06/1982    | 38.000            |
| 305 GL | Break       | 305-E112     | XR5    | 1472           | 74/6000        | 116/3000      | M/4                | 1.010              | 157          | 13"5                | 8.3                | 06/1982-07/19891   | 46.600            |
| 305 GR | berlina     | 305-A01      | XL5    | 1290           | 65/6000        | 94/3750       | M/4                | 925                | 147          | 17"5                | 9                  | 11/1977-06/1980    | 27.900            |
| 305 GR | berlina     | 305-A213     | XR5    | 1472           | 74/6000        | 116/3000      | M/4                | 945                | 156          | 13"2                | 8.3                | 07/1980-06/1985    | 37.000            |
| 305 GR | berlina     | 305-M27      | XU5C   | 1580           | 80/5600        | 132/2800      | M/5                | 970                | 164          | -                   | -                  | 07/1985-07/1987    | 66.600            |
| 305 GR | Break       | 305-E114     | XU5C   | 1580           | 80/5600        | 132/2800      | M/5                | 1.020              | 157          | 13"5                | 8.3                | 07/1985-07/1989    | 73.400            |
| 305 SR | berlina     | 305-A115     | XR5    | 1472           | 74/6000        | 116/3000      | M/4                | 940                | 153          | 13"2                | 8.3                | 11/1977-07-1985    | 29.600            |
| 305 SR | berlina     | 305-M27      | XU5C   | 1580           | 80/5600        | 132/2800      | M/5                | 970                | 164          | -                   | -                  | 07/1985-07/1987    | 69.000            |
| 305 SR | Break       | 305-D11      | XR5    | 1472           | 74/6000        | 116/3000      | M/4                | 1.010              | 157          | 13"5                | 8.3                | 03/1980-06/1982    | 43.400            |
| 305 SR | Break       | 305-E11      | XR5    | 1472           | 74/6000        | 116/3000      | M/4                | 1.010              | 157          | 13"5                | 8.3                | 07/1982-06/1985    | 53.400            |
| 305 SR | Break       | 305-E27      | XU5C   | 1580           | 80/5600        | 132/2800      | M/5                | 1.020              | 157          | 13"5                | 8.3                | 07/1985-07/1987    | 76.000            |
| 305 GLS | berlina     | 305-M27      | XU5C   | 1580           | 80/5600        | 132/2800      | M/5                | 970                | 164          | -                   | -                  | 07-1987-06/1988    | 71.232            |
| 305 S | berlina     | 305-A12      | XR5S   | 1472           | 89/6000        | 125/3000      | M/4                | 965                | 162          | -                   | 8.5                | 07/1980-06/1982    | 45.000            |
| 305 GT | berlina     | 305-M56      | XU5 2C | 1580           | 94/6000        | 134/3750      | M/5                | 975                | 170          | 11"7                | 7.9                | 07/1982-06/1985    | 63.100            |
| 305 GT | berlina     | 305-M76      | XU9 2C | 1905           | 105/5600       | 162/3000      | M/5                | 995                | 182          | 10"5                | -                  | 07/1985-06/1986    | 75.600            |
| 305 GT | Break       | 305-E56      | XU5 2C | 1580           | 94/6000        | 134/3750      | M/5                | 1.040              | 172          | 12"1                | 8.1                | 11/1983-06/1986    | 68.700            |
| 305 GTX | berlina     | 305-M76      | XU9 2C | 1905           | 105/5600       | 162/3000      | M/5                | 1.005              | 182          | 10"5                | -                  | 07/1984-07/1987    | 76.000            |
| 305 GTX | Break       | 305-E76      | XU9 2C | 1905           | 105/5600       | 162/3000      | M/5                | 1.070              | 183          | 10"7                | -                  | 07-1984-07/1987    | 83.000            |
| 305 Automatic | berlina     | 305-M54      | XU5 2C | 1580           | 94/6000        | 134/3750      | A/4                | 1.005              | 165          | -                   | -                  | 07/1984-06/1986    | 72.600            |
| 305 Automatic | berlina     | 305-M74/1    | XU9 2C | 1905           | 105/5600       | 162/3000      | A/4                | 1.015              | 176          | -                   | -                  | 07/1986-07/1987    | 84.600            |
| 305 Automatic | Break       | 305-E54      | XU5 2C | 1580           | 94/6000        | 134/3750      | A/4                | 1.070              | 165          | -                   | -                  | 07/1984-06/1986    | 79.800            |
| 305 Automatic | Break       | 305-E74/1    | XU9 2C | 1905           | 105/5600       | 162/3000      | A/4                | 1.080              | 175          | -                   | -                  | 07/1986-07/1987    | 90.600            |
| Versioni diesel |             |              |        |                |                |               |                    |                    |              |                     |                    |                    |                   |
| 305 GRD | berlina     | 305-A30      | XIDL   | 1548           | 49/5000        | 86/2500       | M/4                | 975                | 135          | 18"5                | 7.1                | 02/1979-02/1980    | 42.300            |
| 305 GRD | Break       | 305-E48      | XUD9 A | 1905           | 65/4600        | 120/2000      | M/5                | 1.050              | 153          | 16"5                | 6                  | 07/1987-07/1989    | 87.456            |
| 305 GLD | berlina     | 305-A30      | XIDL   | 1548           | 49/5000        | 86/2500       | M/4                | 975                | 135          | 18"5                | 7.1                | 02/1980-06/1982    | 42.500            |
| 305 GLD | berlina     | 305-M406     | XUD9 A | 1905           | 65/4600        | 120/2000      | M/46               | 985                | 152          | 17"                 | 5.2                | 07/1982-07/1987    | 57.200            |
| 305 GLD | Break       | 305-D30      | XIDL   | 1548           | 49/5000        | 86/2500       | M/4                | 1.010              | 135          | 18"7                | 7.3                | 03/1980-06/1982    | 43.300            |
| 305 GLD | Break       | 305-E40      | XUD9 A | 1905           | 65/4600        | 120/2000      | M/4                | 1.050              | 153          | 17"3                | 5.5                | 07/1982-07/1987    | 59.900            |
| 305 GLD | Break       | 305-E48      | XUD9 A | 1905           | 65/4600        | 120/2000      | M/5                | 1.050              | 153          | 16"8                | 6.1                | 07/1982-07/1989    | -                 |
| 305 SRD | berlina     | 305-A30      | XIDL   | 1548           | 49/5000        | 86/2500       | M/4                | 975                | 135          | 18"5                | 7.1                | 07/1980-06/1982    | 47.300            |
| 305 SRD | berlina     | 305-M48      | XUD9 A | 1905           | 65/4600        | 120/2000      | M/5                | 1.010              | 152          | 16"5                | 6                  | 07/1982-07/1987    | 68.000            |
| 305 SRD | Break       | 305-D30      | XIDL   | 1548           | 49/5000        | 86/2500       | M/4                | 1.010              | 135          | 18"7                | 7.3                | 03/1980-06/1982    | 48.400            |
| 305 SRD | Break       | 305-E48      | XUD9 A | 1905           | 65/4600        | 120/2000      | M/5                | 1.050              | 153          | 16"8                | 6.1                | 07/1982-07/1987    | 73.500            |
| 305 GLSD | berlina     | 305-M48      | XUD9 A | 1905           | 65/4600        | 120/2000      | M/5                | 1.010              | 152          | 16"5                | 6                  | 07/1987-07/1989    | 80.832            |
| 1 In Francia già dalla seconda metà del 1981..................2Sigla modello: 305-E27 a partire dal 07/1987 3Sigla modello: 305-M11 a partire dal 07/1982..................4Sigla modello: 305-E27 a partire dal 07/1987 5Sigla modello: 305-A21 a partire dal 07/1980 e 305-M11 a partire dal 07/1982 6A richiesta con cambio manuale a 5 marce: in quel caso la sigla del modello era 305-M48 |             |              |        |                |                |               |                    |                    |              |                     |                    |                    |                   |